# Chloroclystis rectaria
Chloroclystis rectaria är en fjärilsart som beskrevs av George Francis Hampson 1903. Chloroclystis rectaria ingår i släktet Chloroclystis och familjen mätare. Inga underarter finns listade i Catalogue of Life.